# Graphidipus longipedaria
Graphidipus longipedaria är en fjärilsart som beskrevs av Charles Oberthür 1881. Graphidipus longipedaria ingår i släktet Graphidipus och familjen mätare. Inga underarter finns listade i Catalogue of Life.